# Roberto Bonano
Roberto Oscar Bonano (født 24. januar 1970 i Rosario, Argentina) er en tidligere argentinsk fodboldspiller, der spillede som målmand. Han var på klubplan tilknyttet Rosario Central og River Plate i hjemlandet, samt spanske FC Barcelona, Real Murcia og Alavés. Han spillede to sæsoner hos Barcelona, og nåede 51 ligakampe.
Med River Plate vandt Bonano hele fem argentinske mesterskaber samt Copa Libertadores og Supercopa Sudamericana. Med Rosario Central var han med til at vinde den nu nedlagte Copa CONMEBOL.
Bonano spillede mellem 1996 og 2003 13 kampe for Argentinas landshold, og var med til VM i 2002 i Sydkorea og Japan.

## Titler
Primera División de Argentina
- 1996 (Apertura), 1997 (Clausura), 1997 (Apertura), 1999 (Apertura) og 2000 (Clausura) med River Plate

Copa Libertadores
- 1996 med River Plate

Supercopa Sudamericana
- 1996 med River Plate

Copa CONMEBOL
- 1995 med Rosario Central